# Maria Anna de Sardinia
Maria Anna de Savoia (Maria Anna Carolina Pia; n. 19 septembrie 1803, Roma, Statele Papale – d. 4 mai 1884, Praga, Austro-Ungaria) a fost soția împăratului Ferdinand I al Austriei. A fost împărăteasă a Austriei; regină a Ungariei, Boemiei, Lombardiei și Veneției.

## Biografie
Maria Anna s-a născut la Palatul Colonna din Roma. A fost fiica regelui Victor Emmanuel I al Sardiniei și a soției lui, Maria Theresa de Austria-Este. A avut o soră geamănă, Maria Teresa. Cele două prințese au fost botezate de Papa Pius al VII-lea. Nașii lor au fost bunicii materni, Arhiducele Ferdinand de Austria-Este și Maria Beatrice Ricciarda d'Este. La Palatul Braschi din Roma se poate vedea o pictură a botezului.
La 12 februarie 1831 Maria Anna s-a căsătorit prin procură la Torino cu regele Ferdinand al V-lea al Ungariei (mai târziu împăratul Ferdinand I al Austriei). La 27 februarie cuplul s-a căsătorit în persoană la Viena; ceremonia a fost oficiată de Cardinalul Arhiepiscop de Olmütz.
Maria Anna și Ferdinand au fost devotați unul altuia. Nu au avut copii
Ferdinand a devenit împărat al Austriei la 2 martie 1835; Maria Anna a devenit Împărăteasă a Austriei. La 12 septembrie 1836 ea a fost încoronată ca Regină a Boemiei la Praga.
La 2 decembrie 1848 Ferdinand a abdicat însă și-a păstrat rangul imperial. Maria Anna a purtat titlul de Împărăteasa Maria Anna. Au locuit împreună retrași, petrecându-și iernile la Castelul Praga și verile la Reichstadt (astăzi Zákupy).
Maria Anna a murit la Praga. A fost înmormântată lângă soțul ei la Viena.